# باتريك لونغ
باتريك لونغ (بالإنجليزية: Patrick Long)‏ هو سائق سيارة سباق أمريكي، ولد في 28 يوليو 1981 في ثاوزند أوكس في الولايات المتحدة.

## وصلات خارجية
- الموقع الرسمي
- باتريك لونغ على موقع Racing-Reference.info (الإنجليزية)
- باتريك لونغ على موقع DriverDB.com (الإنجليزية)